# Henriette Charlotte von Nassau-Idstein

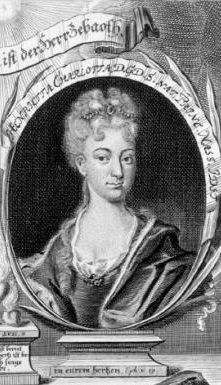
Henriette Charlotte von Nassau-Idstein

Henriette Charlotte von Nassau-Idstein (* 9. November 1693 auf Schloss Idstein; † 8. April 1734 im Schloss Delitzsch) war die Ehefrau des Herzogs Moritz Wilhelm von Sachsen-Merseburg und Geliebte ihres Oberhofmarschalls Friedrich Carl von Pöllnitz, der der Vater ihrer einzigen Tochter war.
Sie war die Tochter des Fürsten Georg August Samuel von Nassau-Idstein und der Henriette Dorothea geb. Prinzessin von Oettingen. 1711 heiratete sie in Idstein heimlich den Herzog Moritz Wilhelm von Sachsen. Diese Ehe blieb kinderlos.